# Valerianella pumila
Valerianella pumila är en kaprifolväxtart som först beskrevs av Carl von Linné, och fick sitt nu gällande namn av Dc. Valerianella pumila ingår i släktet klynnen, och familjen kaprifolväxter. Inga underarter finns listade i Catalogue of Life.